# Голухов, Георгий Натанович
Гео́ргий Ната́нович Голухов (род. 24 июня 1960, Москва) — советский и российский медик, руководитель Департамента здравоохранения города Москвы (2012—2014), член-корреспондент РАМН (2004), член-корреспондент РАН (2014).

## Биография
Родился 24 июня 1960 года в Москве.
В 1983 году окончил лечебный факультет 2-го Московского ордена Ленина государственного медицинского института имени Н. И. Пирогова.
В 1989 году защитил кандидатскую диссертацию на тему «Иммунологический статус и его коррекция у больных с пролиферативными процессами эндометрия в постменопаузе» (научный руководитель — Г. М. Савельева).
В 1988 году избран главным врачом ГКБ № 31 (Москва), проработал в этой должности 22 года.
В 2000 году защитил докторскую диссертацию на тему «Медико-организационные аспекты деятельности многопрофильной городской больницы в современных экономических условиях (комплексное социально-гигиеническое исследование)».
В 2002 году окончил Академию народного хозяйства при Правительстве Российской Федерации.
В 2003 году присвоено учёное звание профессора.
С 2003 по 2012 годы — заведующий кафедрой управления и социологии здравоохранения факультета усовершенствования врачей РНИМУ имени Н. И. Пирогова.
В 2004 году избран членом-корреспондентом РАМН.
С июня 2012 года по октябрь 2014 года — руководитель Департамента здравоохранения города Москвы. В отставку ушёл в связи с тем что имеет вид на жительство (ВНЖ) в Швейцарии.
В 2014 году стал членом-корреспондентом РАН (в рамках присоединения РАМН и РАСХН к РАН).
В настоящее время — президент ГКБ № 31, заместитель председателя Общественного совета при Департаменте здравоохранения города Москвы.
Неоднократно избирался советником районного Собрания города Москвы, был внештатным советником председателя Правительства Российской Федерации, доверенным лицом Мэра Москвы, а во время избирательных кампаний по выборам Президента Российской Федерации в 2004 и 2012 годах являлся доверенным лицом кандидата в Президенты Российской Федерации Владимира Владимировича Путина.
Супруга — врач-педиатр Оксана Валентиновна Панина (род. 1968).

## Научные труды
Автор около 100 печатных работ, в том числе более 10 монографий, 6 учебно-методических пособий.
- Медико-производственный комплекс: современное состояние и перспективы развития / Г. Н. Голухов, Н. А. Мешков, Ю. В. Шиленко;  М.: «Алтус», 1998. – 470 с.; ISBN 5-8876-006-9
- Методологические основы реформирования лечебно-профилактических учреждений в современных экономических условиях. М.: «Мегатрон ХХI», 2001. – 225 с.
- Медико-социальный комплекс: здоровье, экономика, управление. М.: «Клиника XXI века», 2002. – 208 с.
- Экономика и управление в здравоохранении. М.: ООО «Медсервис», 2005. – 512 с.
- Медико-производственный комплекс: инвестиции, инновации, интеллект. М.: МаркетМаш Принт, 2009. – 280 с.
- Проблема создания автоматизированных систем управления ЛПУ. Ж.: Врач и информационные технологии, 2011. – №4 .– с. 57-61
- Диагностика и лечение переломов проксимального отдела бедра у лиц пожилого и старческого возраста: учебно-методическое пособие / Н. В. Загородний, Г. Н. Голухов, А. А. Волна [и др.]; — М.: Российский ун-т дружбы народов, 2012. — 16, [2] с.; ISBN 978-5-209-04249-5
- Общественное здоровье и здравоохранение: системные технологии управления. М.: ООО «ИПЦ» Маска», 2014. – 692 с.
- Управление индустрией здоровья: экономика, право, экология. М.: ООО «ИПЦ» Маска», 2017. – 692 с.

## Награды
- Орден Дружбы (2002)[10];
- Орден Почёта (2018)[10][11];
- Медаль «В память 850-летия Москвы» (1997);
- Медаль «За заслуги перед Отечественным здравоохранением» (2014)[9];
- Золотой почётный знак «Общественное признание» (1998)[9];
- Премия Мэра Москвы в области медицины (2002);
- Премия Правительства Российской Федерации в области науки и техники (в составе группы, за 2004 год) — за создание и широкое внедрение в медицинскую практику высокоэффективных имплантируемых конструкций из титана[12];
- Благодарность Президента Российской Федерации (2004)[10].